# 아멘엠오페의 교훈
《아멘엠오페의 교훈》(Instruction of Amenemope, The Teaching of Amenemope (격언집))은 고대 이집트 왕국 말기(기원전 10세기- 6세기, 이집트 제20왕조 시기 1300년~1075 BCE 경으로 추정) 작품이다.
아멘엠오페라는 한 현인이 그 아들에게 준 처세의 교훈집. 정직·고결·자제(自制)·인애(仁愛)를 설명하고 최고의 이상상(理想像)을 격정가(激情家)가 아닌 평정(平靜)한 사람에게서 보았다.
이러한 교훈집은 고대 근동 공통의 지혜문학의 한 형태로서 특히 이집트에서는 고왕국 시대에 이미 <카겜니에의 교훈(敎訓)><프타하 호테프의 교훈>, 제1중간기에 <메리카 라왕의 교훈>. 왕국 말기에는 <아니이의 지혜> 등이 있다. <아히콰르의 교훈>,(아람어)은 기원전 6세기에 아시리아에서 기원(起源)한 것으로 구약 성서의 <잠언(箴言)>은 같은 문학 형태의 격언집이다. <잠언> 22장 17절-24장 22절은 특히 <아멘엠오페의 교훈>과 밀접한 관련이 있다.

## 같이 보기
- 마트 (이집트 신화)
- 고대 이집트 문학
- 지혜문학